# Pheidole schoedli
Pheidole schoedli is een mierensoort uit de onderfamilie van de Myrmicinae. De wetenschappelijke naam van de soort is voor het eerst geldig gepubliceerd in 2006 door Eguchi, Hashimoto & Malsch.